# Heyggjurin Mikli
Heyggjurin Mikli è una montagna alta 692 metri sul mare situata sull'isola di Streymoy, la maggiore dell'arcipelago delle Isole Fær Øer, in Danimarca.